# إي. غريفيث دودسون
إي. غريفيث دودسون هو سياسي أمريكي، ولد في 30 أبريل 1884 في نورفولك في الولايات المتحدة، وتوفي في 8 أبريل 1969. نشط حزبياً في الحزب الديمقراطي. وقد انتخب عضو مجلس ولاية فرجينيا ‏.